# Тарнава (Хунедоара)
Тарнава (рум. Târnava) насеље је у Румунији у округу Хунедоара у општини Бранишка. Oпштина се налази на надморској висини од 310 m.

## Становништво
Према подацима из 2002. године у насељу је живело 171 становника, од којих су сви румунске националности.